# ماري كلير تشيكولا

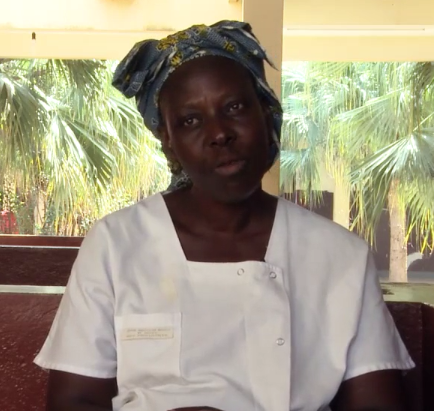
ماري كلير تشيكولا - ناجية من الإيبولا

ماري كلير تشيكولا (بالفرنسية: Marie Claire Tchecola)‏ هي ممرضة غينية وناجية من مرض إيبولا وناشطة في مجال التوعية عن الأمراض ومحاربة الوصم ضد أولئك الذين يعانون من المرض. حصلت تشيكولا في عام 2015 على جائزة النساء الشجاعة الدولية من قبل وزارة الخارجية الأمريكية.

## سيرتها الذاتية
نشأت تشيكولا في قرية غينية صغيرة بالقرب من الحدود السنغالية. كانت أول امرأة في عائلتها تحصل على التعليم، وحصلت على أوراق اعتمادها في التمريض وعملت كممرضة في مستشفى دونكا في كوناكري بغينيا.
أُصيبت تشيكولا في يوليو 2014 بفيروس إيبولا أثناء علاجها لأحد المرضى المُصابين. خلق نقص في العاملين في مجال الرعاية الصحية ومعدات الحماية الأساسية حالة في غرب أفريقيا حيث كان المرض ينتشر بسرعة. ولمعرفتها بالأعراض، ذهبت تشيكولا إلى مركز علاج لمنع انتشار المرض. واعترفت من تجربتها الخاصة أن الحرمان والشك والمعلومات الخاطئة يمكن أن يمنع الناس من الحصول على العلاج المناسب واتخاذ الاحتياطات المناسبة. عادت تشيكولا بعد التعافي من المرض إلى عملها كممرضة في غرفة الطوارئ في مستشفى دونكا، لكن لم تنته مشاكلها بعد.
طرد مالك العقار الذي تسكن به تشيكولا من مكان سكنها، بسبب خوفه ومعلوماته الخاطئة حول المرض. تعرّض الناجون من المرض لقصصٍ متشابهة: حيث يتوقف الأصدقاء عن زيارتهم، ويمنعهم أرباب العمل من العودة إلى أعمالهم، كما تعتقد تلك المجتمعات أن إيبولا هو بمثابة  حكم بالإعدام وأن الضحايا سوف يموتون في نهاية المطاف حتى يتجنبوا الناجين، وينبذهم الأطفال والمراهقين وجميع أفراد الأسرة مخافة الإصابة. يزداد الوضع سوءًا بالنسبة للأطفال بشكل خاص، حيث يتم تسجيل أكثر من 4000 طفل كطفل يتيم في غينيا. ولأن الناجين يبدو أنهم يتمتعون بحصانة ضد المرض، تقوم منظمة اليونيسيف بتجنيدهم لمساعدة الأطفال. يتمكن الناجون من لمس الأطفال المصابين وتوفير الراحة لهم بطريقة لا يستطيع بها العاملون في معدات الرعاية الصحية.
تلتزم تشيكولا بزيادة الوعي، والتثقيف حول الوقاية من الإيبولا، ومكافحة التمييز ضد الناجين. كما تعمل تشيكولا كعضوة في جمعية غينيا للناجين من الإيبولا، والتي توفر شبكة دعم لأولئك الذين نجوا من المرض.

## روابط خارجية
- Marie Claire Tchecola - I Survived Ebola